# Folco II d'Este

Stemma della famiglia d'Este

Folco II d'Este (... – Venezia, XIV secolo) figlio di Fresco e di Pellegrina Caccianemici.

## Biografia

### Infanzia

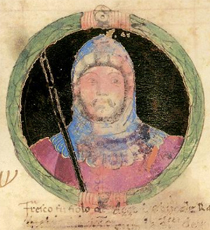
Fresco d'Este in una miniatura

Folco era il figlio del signore di Ferrara, Modena e Reggio Fresco d'Este e di Pellegrina Caccianemici.

### Ascesa

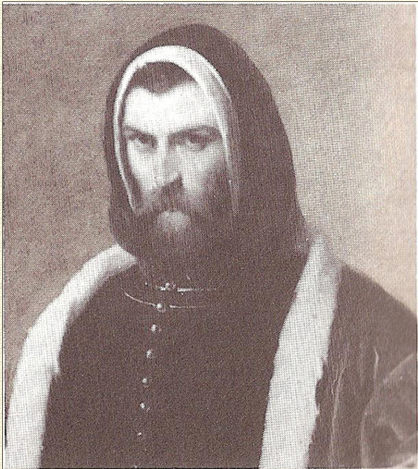
Azzo VIII d'Este in un ritratto di Luigi Asioli

Chiamato nel testamento di Azzo VIII a succedergli nella signoria, nell'anno 1303, si trovò contro i prozii Francesco e Aldobrandino II, che gli tolsero Rovigo ed Este, attaccarono Ferrara.
Allora il padre di Francesco, si mosse contro i nemici, ma venne sconfitto alla Fratta.

### Ultimi anni e morte
Fresco vendette la sovranità del figlio a Venezia, dove entrambi si rifugiarono morendovi poco tempo dopo.